# Будакалас
Бу̀дакалас (на унгарски: Budakalász; на сръбски: Kàlaz или Ка̀лаз) e град в Унгария с население от 20 550 жители. Разположен е северно от столицата Будапеща и е част от област Пеща. В града има сръбско малцинство, което има своя църква „Свети Архангел Гавриил“.